# الساندرو بوکولینی
الساندرو بوکولینی (انگلیسی: Alessandro Boccolini؛ زادهٔ ۱۴ ژوئیهٔ ۱۹۸۴) بازیکن فوتبال اهل ایتالیا است.
از باشگاه‌هایی که در آن بازی کرده‌است می‌توان به باشگاه فوتبال آسکولی و باشگاه فوتبال آلساندریا اشاره کرد.